# Верхньогрушевський
Верхньогрушевський (рос. Верхнегрушевский) — селище в Октябрському районі Ростовської області Росія.
Входить до складу Комунарського сільського поселення.
Населення — 1 319 осіб (2010 рік).

## Географія
Селище розташоване на лівому березі річки Грушівка. Навпроти приплив лівої притоки Грушівки річки Турбута поблизу селища Привольний хутір.

### Вулиці
| - вул. Вагова, - вул. Онбиша, - вул. Залізнична, - вул. Кірова, - вул. Коротка, - вул. Леніна, - вул. Лугова, - вул. Мічуріна, 25 | - вул. Молодіжна, - вул. Московська, - вул. Нова, - вул. Піонерська, - вул. Польова, - вул. Чкалова, - вул. Шкільна, - вул. Південна, | - пров. 1 Травня, - пров. 8 Березня, - пров. Дружби, - пров. Зелений, - пров. Октябрський. |

## Історія
За радянської доби селище називалося селищем Радгоспу №10.